# Bilitis
Pour les articles homonymes, voir Bilitis (homonymie).
Bilitis est une prétendue poétesse grecque de l'Antiquité qui aurait vécu au temps de Sappho et serait l'autrice de poèmes publiés en français sous le titre de Chansons de Bilitis. En réalité, elle est une invention littéraire due à l'écrivain Pierre Louÿs. 
Pour la postérité, Bilitis est devenue un symbole érotique de la Grèce antique, mais aussi de sensibilité à la beauté de la nature omniprésente.  

## Biographie
Sa biographie est rédigée par l’écrivain français Pierre Louÿs dans Vie de Bilitis, qui ouvre Les Chansons de Bilitis, publiées en 1894-1895  et présentées comme une traduction du grec de poèmes de Bilitis.
Bilitis serait une jeune Grecque du VIe siècle av. J.-C. originaire de Pamphylie, fille d'un Grec et d'une Phénicienne. Passant sa jeunesse à Pamphylia, où elle connaît ses premières expériences amoureuses, elle s'installe ensuite à Mytilène, sur l'île de Lesbos, où elle est proche de Sappho et est l'amante de Mnasidika, dont le nom nous est effectivement connu par une mention véritable de Sappho. Vers la fin de sa vie, Bilitis devient courtisane à Chypre. C'est là-bas, à Amathonte, que son tombeau aurait été découvert par un certain professeur G. Heim, archéologue allemand,.
D'une « rare beauté et douée du tempérament le plus vif, Bilitis, dans ses amours, ne connaît pas de bornes », et sa passion amoureuse, notamment envers Mnasidika, « inspire à la poétesse les accents les plus élevés et les plus humains ». Même si c'est une création littéraire, on peut souligner qu'elle représente parfaitement une « certaine tendance post-romantique et « fin de siècle » caractérisée par une complication raffinée des sentiments, l'inversion sexuelle et un esthétisme très intellectuel ».

## Œuvre

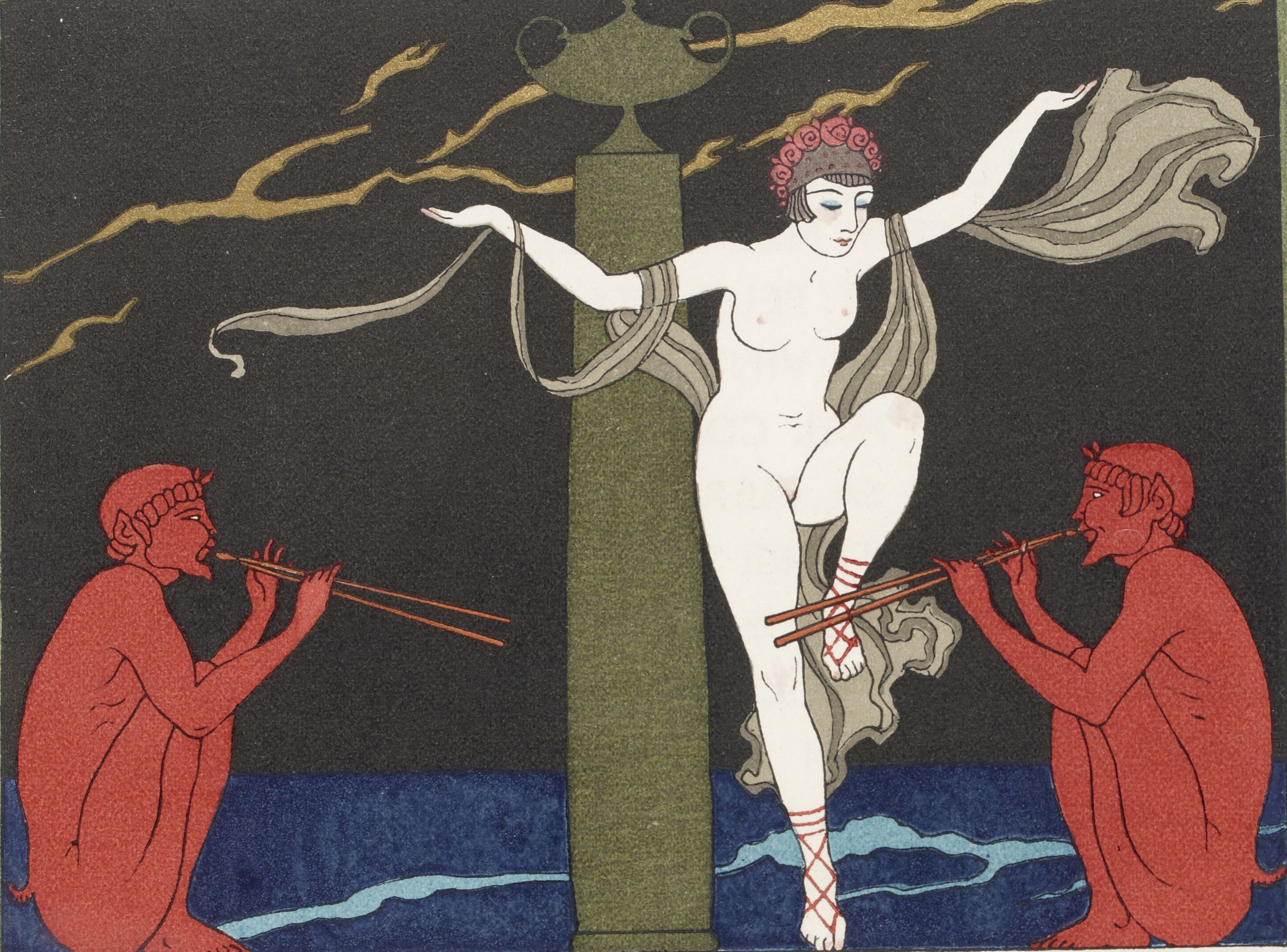
Bilitis, illustration de George Barbier.

Dans la table des matières des Chansons, Pierre Louÿs fait aussi figurer une douzaine de titres censés correspondre à des chansons « non traduites ».
Parmi les chansons de Bilitis prétendument traduites, le linguiste Jean-François Jeandillou sélectionne dans la partie Le Tombeau de Bilitis :

« Dans le pays où les sources naissent de la mer, et où le lit des fleuves est fait de feuilles de roches, moi, Bilitis, je suis née.
Ma mère était Phoïnikienne ; mon père, Damophylos, Hellène. Ma mère m'a appris les chants de Byblos, tristes comme la première aube.
J'ai adoré l'Astarté à Kypre. J'ai connu Psappha à Lesbos. J'ai chanté comment j'aimais. Si j'ai bien vécu, Passant, dis-le à ta fille.
Et ne sacrifie pas pour moi la chèvre blanche ; mais, en libation douce, presse sa mamelle sur ma tombe. »

— Bilitis, Première épitaphe
Autre exemple, dans les Bucoliques en Pamphylie :

« Je me suis dévêtue pour monter à un arbre ; mes cuisses nues embrassaient l'écorce lisse et humide ; mes sandales marchaient sur les branches.
Tout en haut, mais encore sous les feuilles et à l'ombre de la chaleur, je me suis mise à cheval sur une fourche écartée en balançant mes pieds dans le vide.
Il avait plu. Des gouttes d'eau tombaient et coulaient sur ma peau. Mes mains étaient tachées de mousse, et mes orteils étaient rouges, à cause des fleurs écrasées.
Je sentais le bel arbre vivre quand le vent passait au travers ; alors je serrais mes jambes davantage et j'appliquais mes lèvres ouvertes sur la nuque chevelue d'un rameau. »

— Bilitis, L'arbre

## Postérité

### Réception
À l'origine, l’œuvre de Bilitis est considérée comme authentique.
Jean Bertheroy publie ainsi en 1896 dans la Revue pour les jeunes filles une traduction nouvelle de six bucoliques de Bilitis choisies parmi les plus innocentes.
Le Dictionnaire-manuel illustré des écrivains et des littératures de Frédéric Loliée et Charles Gidel consacre à Bilitis une notice, qui précise qu'« on a conservé d'elle une série d'élégies et des pastorales d'un expressif et très particulier lyrisme ». 
Une réédition au Mercure de France en 1898 des Chansons propose un portrait de Bilitis dessiné par Paul Albert Laurens, et fait figurer une copieuse bibliographie en fin d'ouvrage, mentionnant notamment des traductions allemande, tchèque et suédoise.

### Hommages
Claude Debussy, avec Trois chansons de Bilitis (1897-1898), a composé des mélodies d'une « sensualité pleine de nuances », ainsi que la compositrice Rita Strohl, elle-même amie de Pierre Louÿs (création en 1898).
Le personnage de Bilitis est devenu un symbole du lesbianisme. Son nom est notamment adopté en 1955 par les Daughters of Bilitis, l'une des premières organisations lesbiennes de l'histoire.